# Санталоцвіті
Санталоцвіті (Santalales) — порядок квіткових рослин, більшість членів якого є напів-паразитами, добре відомим прикладом є омела біла, Viscum album. Добре відомим є також сантал завдяки високому вмісту ефірної олії.

## Опис
Є деревні рослини: в основному чагарники, рідко дерева або ліани або є паразитичні трав'янисті рослини. Листки в основному чергуються. Рослини в основному дводомні, рідко однодомні. Дуже маленькі, радіально симетричні квіти двостатеві або одностатеві. Є правило, три, рідко два, чотири або п'ять плодолистків. Плоди: ягоди, кістянки або горіх.

## Поширення та середовище існування
Представники порядку проживають по всьому світу за межами холодних областях. Особливо багато видів порядку в тропіках.

## Галерея

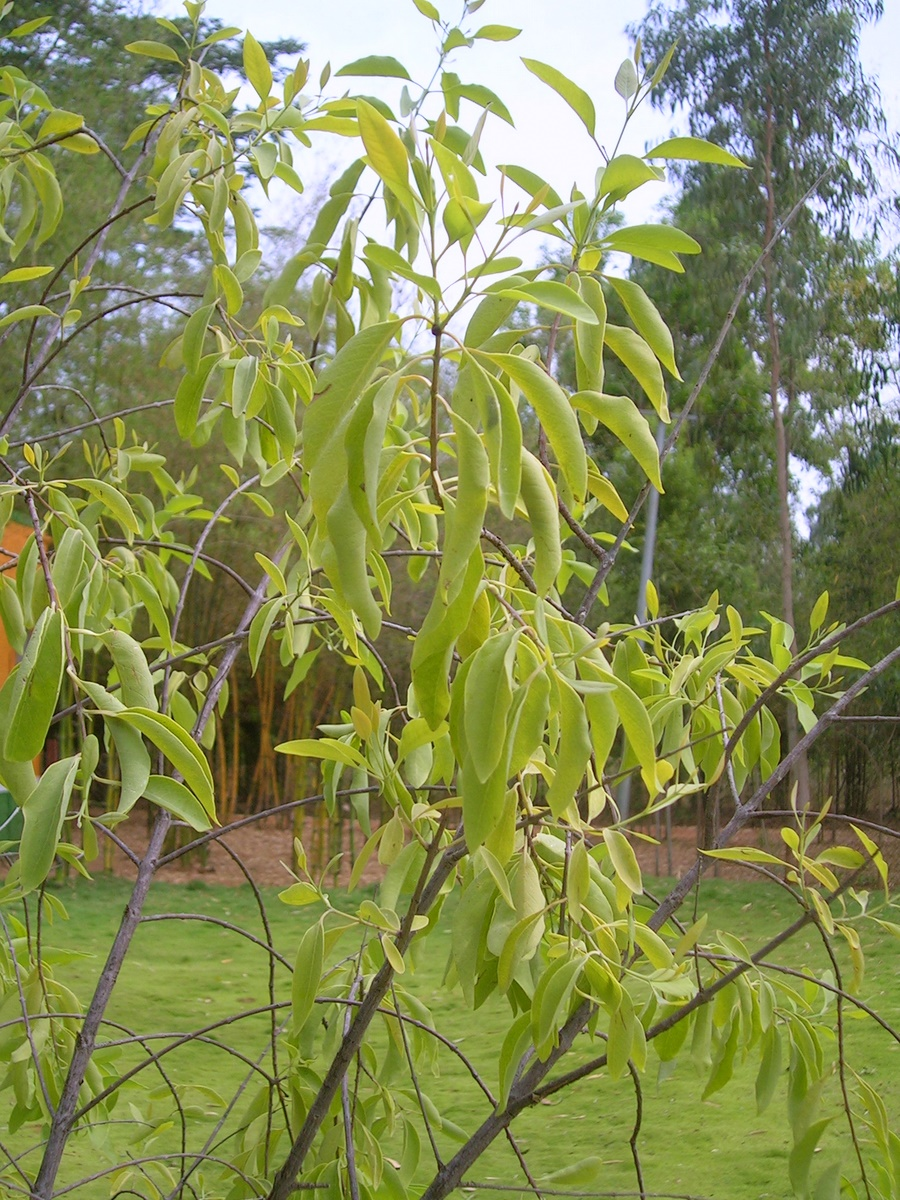
Santalum album
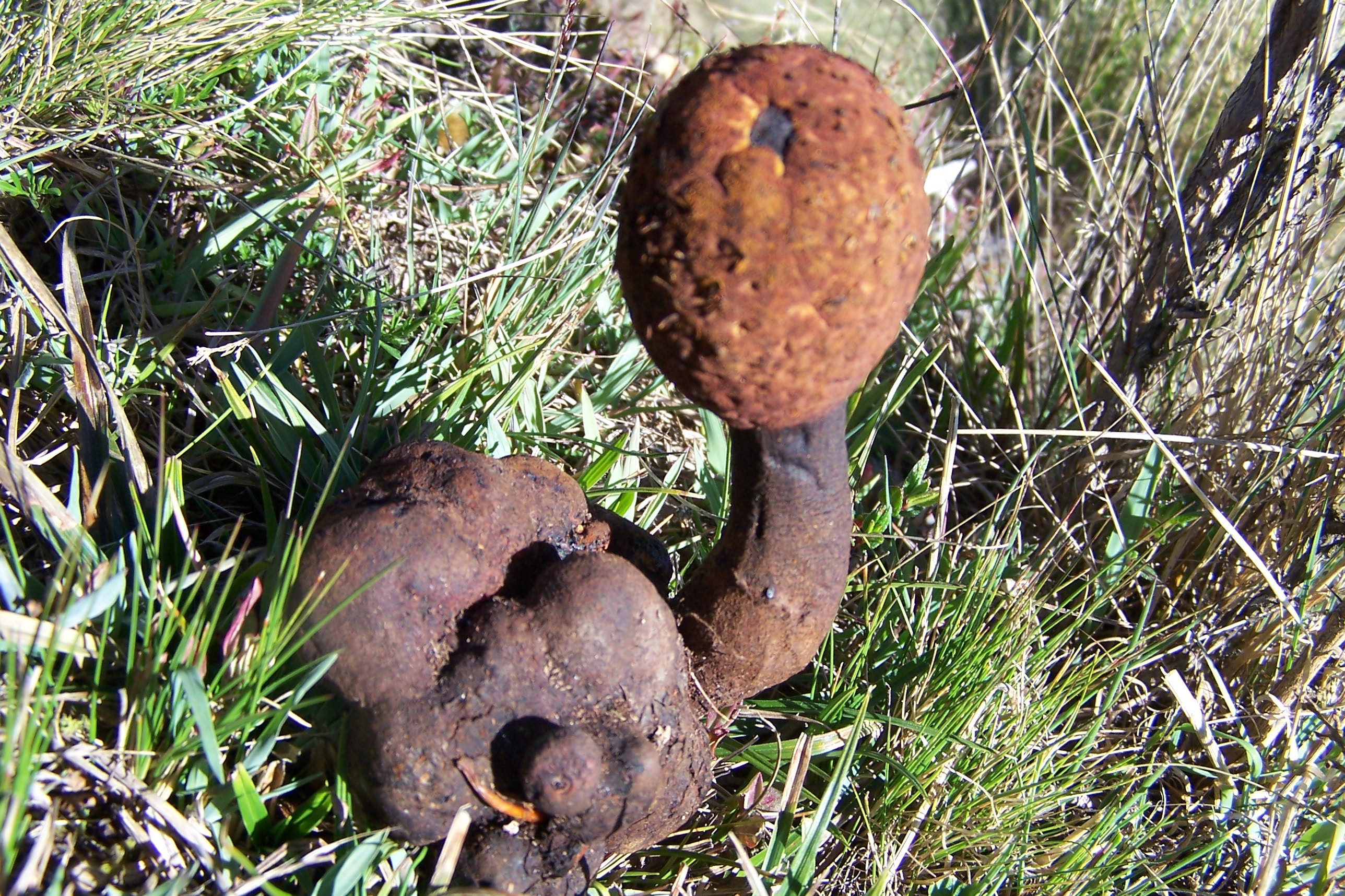
Corynaea crassa
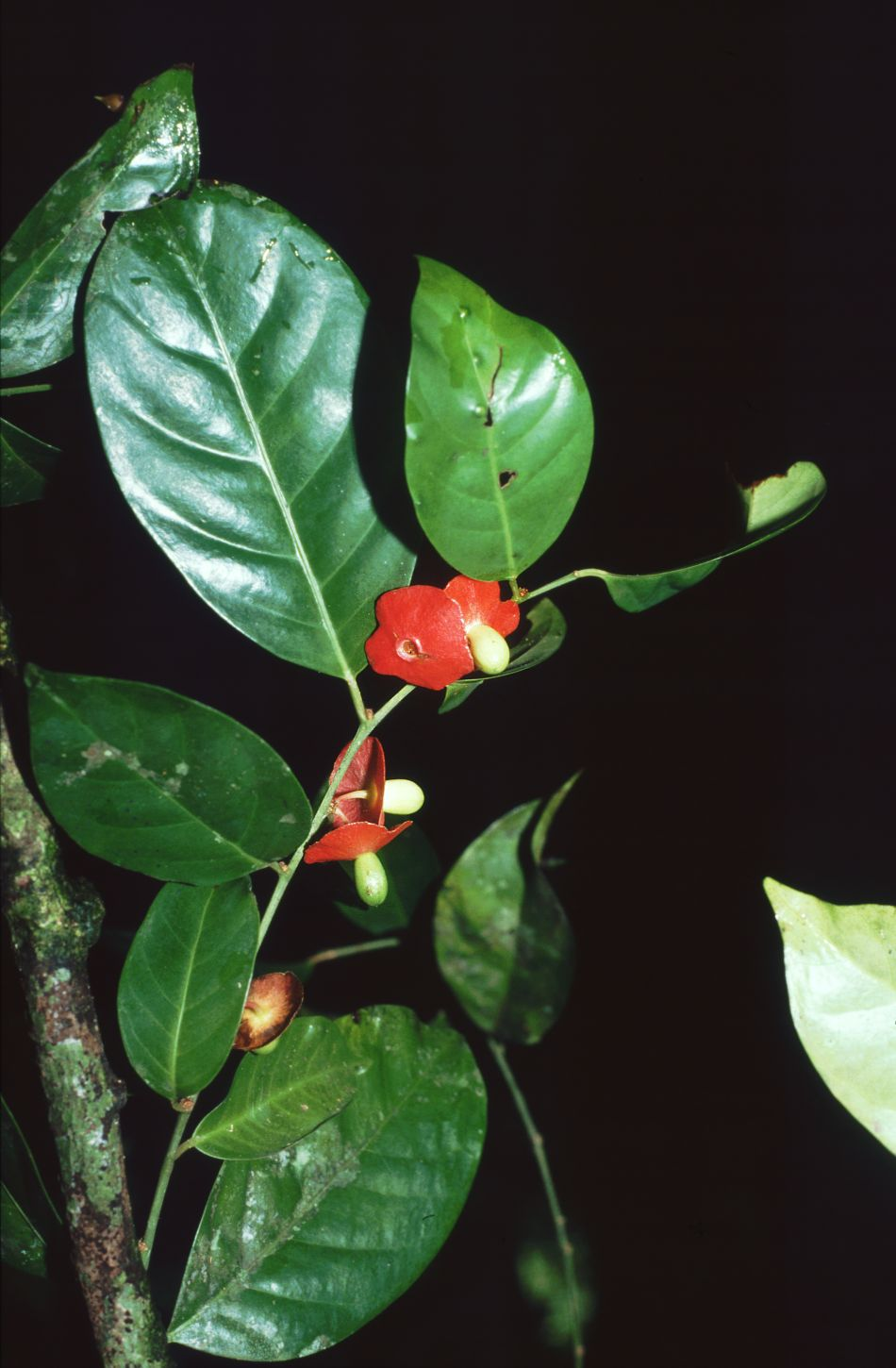
Heisteria acuminata
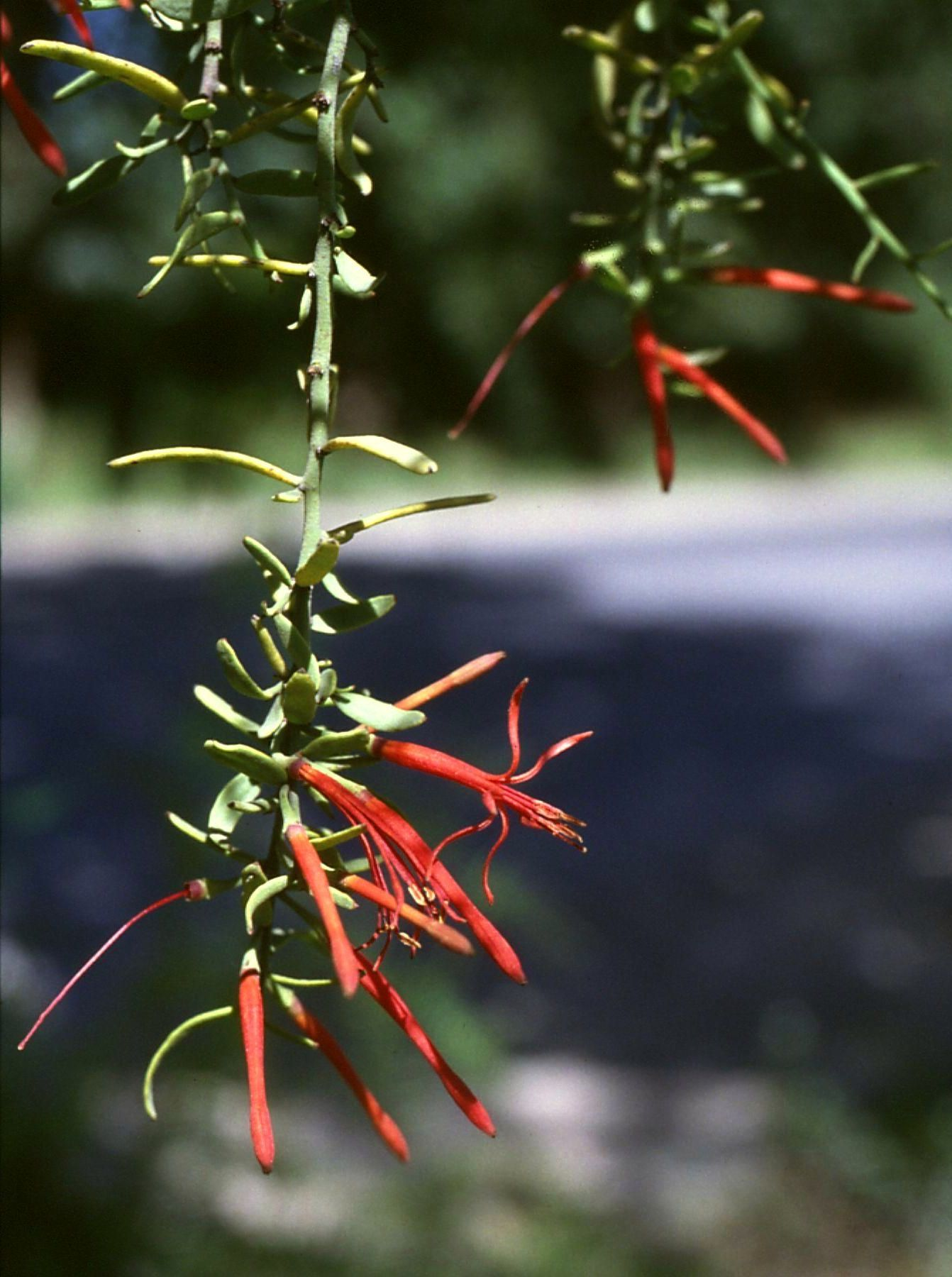
Ligaria cuneifolia
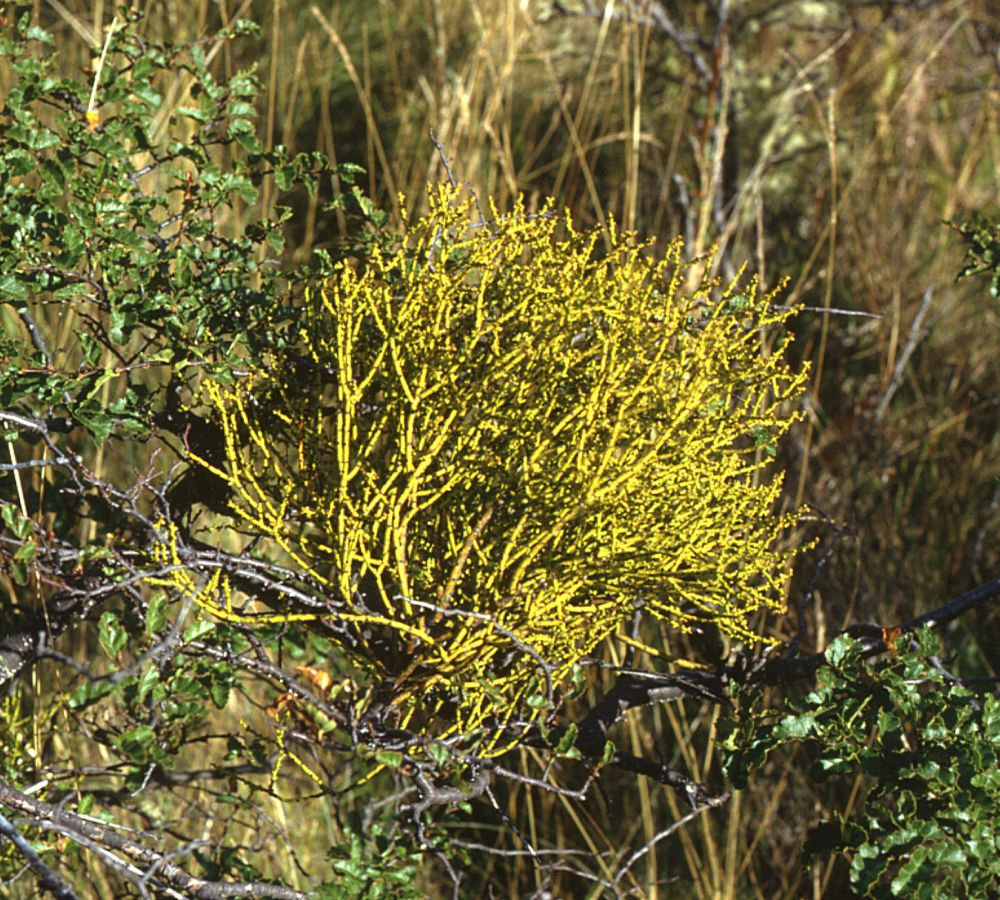
Misodendrum punctulatum
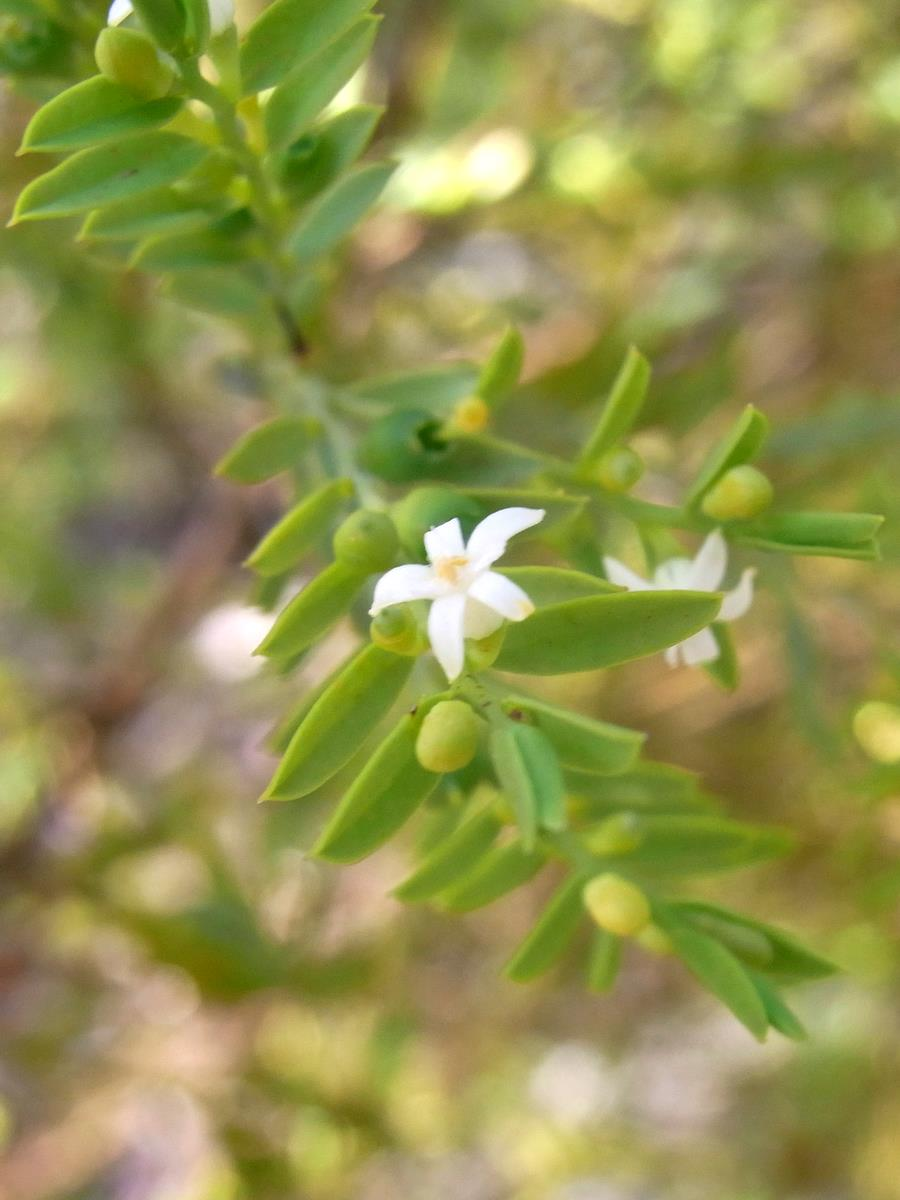
Olax
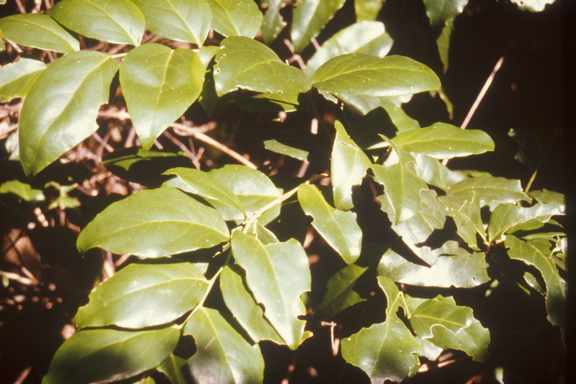
Schoepfia arenaria
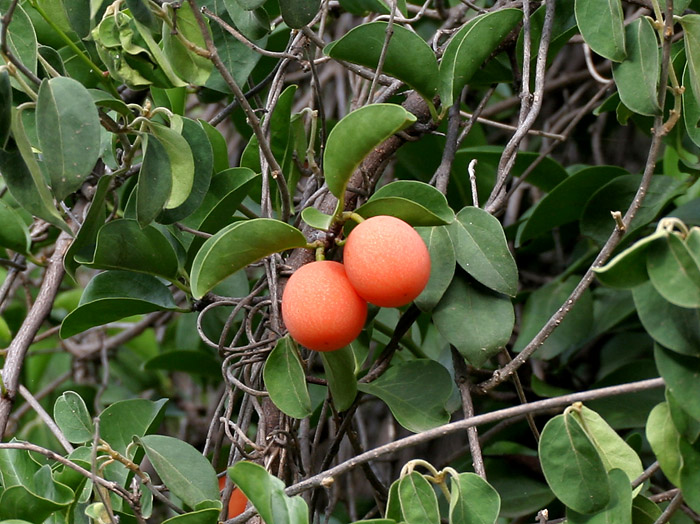
Ximenia americana

| Гібіскус | Це незавершена стаття про квіткові рослини. Ви можете допомогти проєкту, виправивши або дописавши її. |